# گالو (قهوه)
گالو (تلفظ در پرتغالی: [ɡɐˈlɐ̃w]) یک نوشیدنی گرم از کشور پرتغال است که با افزودن فوم شیر به قهوه اسپرسو تهیه می‌شود. مشابه کافه لاته یا کافه اوله، این نوشیدنی از حدود یک چهارم اسپرسو و سه چهارم فوم شیر تشکیل شده است. این نوشیدنی معمولاً در یک لیوان‌های بلند و در صورتی که حجم آن کم باشد در دمیتاس سرو می‌شود. وقتی نسبت ۱:۱ باشد به آن meia de leite (نصف شیر) می‌گویند و در فنجان سرو می‌گردد.